# Favola e poesia
Favola e poesia è una raccolta non ufficiale del cantante romano Renato Zero pubblicata dalla RCA Italiana e dalla BMG nel 2006.

## Tracce
1. Salvami!
2. Grattacieli di sale
3. Il cielo
4. Arrendermi mai
5. Vamos
6. Vivo
7. La favola mia
8. Un uomo da bruciare
9. Sesso o esse
10. Manichini